# Jumpsuit
Jumpsuit – piosenka amerykańskiego muzycznego duetu Twenty One Pilots, wydana 11 lipca 2018 roku jako jeden z dwóch głównych singli piątego albumu studyjnego Trench, przez wytwórnię Fueled by Ramen. Jest to pierwsza oficjalna, nowa piosenka od czasu Heathens z 2016 roku.

## Teledysk
W dniu premiery singla, został opublikowany także teledysk w reżyserii Andrew Donoho, na kanale Youtube Twenty One Pilots. Film zaczyna się od sceny z tlącym się samochodem, występującym w teledysku do Heavydirtysoul. Główny wokalista, Tyler Joseph wskakuje na samochód i mówi widzom, że zespół był tu przez cały czas, podczas gdy oni spali i nadszedł czas, aby się obudzić. Scena się zmienia, widzimy dolinę, gdzie nieprzytomny Tyler leży w wodzie. Budzi się i obserwuje swoje otoczenie. Chwilę później na klifach pojawiają się tajemniczy ludzie ubrani w żółte stroje, obserwują go. W drodze przez dolinę, w jego kierunku zbliża się czerwona postać z kapturem na białym koniu, która przy spotkaniu z wokalistą maluje jego szyję czarną farbą. Następnie, będąc jakby w transie, Tyler podąża za postacią. Nagle zauważa słonecznik rosnące pod jego stopami a ludzie na klifach zaczynają rzucać żółtymi płatkami kwiatów na zakapturzoną postać i wokalistę, wyrywając go z transu i pozwalając mu uciec. Na koniec Tyler upada do płynącej rzeki, gdzie leży z żółtymi kwiatami w dłoni, a postać na koniu rozgląda się, jakby nie mogła go dostrzec. Film kończy się powrotem do pierwotnej sceny, kiedy Joseph otwiera tylną część płonącego samochodu, zabierając żółtą kurtkę i zakładając ją przed odejściem. Jest to pierwsza część trylogii teledysków z albumu Trench, którą tworzy kolejno z Nico and the Niners oraz Levitate. Film obejrzano ponad 5 mln razy w przeciągu pierwszych 24 godzin.

## Sukces
Singel w Stanach Zjednoczonych zajął 50 miejsce na Billboard Hot 100, co sprawia, że jest czwartą najwyżej notowaną piosenką duetu zaraz po hitach Stressed Out, Heathens i Ride oraz pierwsze miejsce na Billboard Alternative Songs, zdobyte po dwóch tygodniach, czyniąc Jumpsuit najszybszym numerem 1 w tym notowaniu, w tej dekadzie.
W Polsce singiel osiągnął status złotej płyty.

## Skład zespołu
- Tyler Joseph – wokale, gitara, programowanie, pianino, gitara basowa, syntezatory
- Josh Dun – perkusja, instrumenty perkusyjne

## Notowania
| Wykres (2018)                             | Pozycja |
| ----------------------------------------- | ------- |
| Australia (ARIA)                          | 76      |
| Austria (Ö3 Austria Top 40)               | 66      |
| Francja (SNEP)                            | 125     |
| Irlandia (IRMA)                           | 41      |
| Kanada (Canadian Hot 100)                 | 61      |
| Portugalia (AFP)                          | 69      |
| Stany Zjednoczone (Billboard Hot 100)     | 50      |
| Szkocja (Official Charts Company)         | 39      |
| Węgry (Single Top 40)                     | 6       |
| Wielka Brytania (Official Charts Company) | 50      |